# Arco de Riolano
La arteria marginal del colon es un circuito arterial ubicado en el mesocolon transverso que vasculariza el colon transverso. Está formado por la arteria cólica derecha —rama de la mesentérica superior—, que cuando está ausente es suplida por la rama cólica de la arteria ileocólica, por la cólica media —rama de la mesentérica superior— y por la cólica izquierda —rama de la mesentérica inferior—. En la flexura cólica izquierda, flexura esplénica del colon, ángulo cólico izquierdo o ángulo esplénico, donde se unen las ramas que relacionan a las arterias mesentéricas superior e inferior, hay una disposición variable; una de estas variaciones es la presencia de un arco anastomótico denominado arco de Riolano, también conocido como arcada de Riolano o anastomosis de Haller, y llamado también  arteria mesentérica sinuosa o serpenteante.
En algunas fuentes se identifica el arco de Riolano con el arco marginal del colon. La Terminología Anatómica también identifica ambos arcos.